# Kaburakia oceanica
Kaburakia oceanica is een platworm (Platyhelminthes). De worm is tweeslachtig. De soort leeft in het zoute water.
Het geslacht Kaburakia, waarin de platworm wordt geplaatst, wordt tot de familie Callioplanidae gerekend. De wetenschappelijke naam van de soort werd voor het eerst geldig gepubliceerd in 1955 door Hyman.